# Pierre Daignault (acteur)
Pour les articles homonymes, voir Pierre Daigneault, Daigneault et Saurel.
 (août 2023).
Pierre Daignault, né le 25 mars 1925 à Montréal, au Québec, et mort le 17 décembre 2003 à Laval, au Québec, est un acteur et un écrivain québécois.
Sous le nom de plume de Pierre Saurel, Pierre Daignault a probablement été le plus prolifique des écrivains Québécois. En novembre 1947, il écrivait le premier roman des "Aventures étranges de l'Agent IXE-13, l'as des espions canadiens". Ces romans de 32 pages étaient vendus 10 cents et il en a écrit pas moins de 934 en vingt ans. Il a aussi écrit de nombreux romans policiers (le détective Robert Dumont, Le Manchot).

## Biographie
Entre 1947 et 1966, sous le pseudonyme de Pierre Saurel, il signe les romans IXE-13 dont le tirage varie entre 20 000 et 30 000 exemplaires chaque semaine. Cela représente pas moins de 28 millions d’exemplaires vendus entre 1947 et 1966. Ces romans étaient en fait des fascicules de 32 pages, dont la couverture était illustrée par le peintre André L'Archevêque. Voir la liste des titres dans IXE-13 (roman).
Le cinéaste Jacques Godbout s'est inspiré de ce personnage pour tourner un long métrage absurde en 1972, sous le titre IXE-13, en collaboration avec le groupe d'humoristes Les Cyniques.
Entre 1980 et 1985, il fait paraître une série de 46 courts romans policiers (environ 160 pages) qui ont pour héros un ex-policier devenu détective privé et surnommé Le Manchot.
En septembre 2020, les Éditions de L'Homme font revivre son héros en présentant deux ouvrages comportant au total 13 aventures de l'Agent IXE-13. Marc Laurendeau, ex-membre des Cyniques qui avait participé au film de Jacques Godbout, signe la préface et se penche sur l’œuvrede Pierre Saurel, tant au point de vue littéraire que social. 
Comme comédien, il est célèbre pour son rôle du Père Ovide dans le feuilleton Les Belles Histoires des pays d'en haut. Il est à noter que Pierre Daignault remplace son père (Eugène Daignault) dans le rôle du Père Ovide en 1960 après la mort soudaine (due à une crise cardiaque) de ce dernier, survenue à Montréal, le 27 janvier 1960. Pierre Daignault interprète donc le rôle du Père Ovide pendant 10 ans (1960-1970).

## Œuvres
- [Pierre Saurel], Les Aventures étranges de l'Agent IXE-13 (romans d'espionnage), Montréal, Éditions Police-Journal, 1947-1967, 934 romans de 32 p. (Voir la liste complète des titres dans Denis Saint-Jacques, dir., Le Phénomène IXE-13, Québec, Les Presses de l'Université Laval, 1984, p. 339-369.
- [Pierre Saurel], Albert Brien, détective des canadiens-français (romans policiers), Montréal, Éditions Police-Journal, 1947-1967, 934 romans de 32 p.
- Vive la compagnie. 50 chansons de chez nous (chansons de folklore), Montréal, Éditions de l'Homme, 1961, 124 p. Préface de Conrad Gauthier. Introduction de l'auteur; 1979, 331 p.
- 51 chansons à répondre du répertoire de Pierre Daignault, Montréal, Éditions de l'Homme, 1963, 124 p.
- En place pour un set. 30 parties de sets différentes (danses folkloriques), Montréal, Éditions de l'Homme, 1964, 109 p. lll.
- IXE-13, l'espion playboy, Montréal, Éditions Pierre Saurel, 1967, 18 romans de 32 p.
- Chantons et Dansons... « à la Canadienne ». 50 chansons à répondre, 3 parties de set. 15 photos, Montréal, Les Éditions Jacmond, 1972, 127 p. Ill. Préface de l'auteur.
- À la Québécoise. 100 meilleures chansons de notre folklore, Montréal, La Presse, 1973, [n.p., 207 p.].
- Horoscope du peuple 79, prédictions pour les 12 signes. Sérologie - Amour. Jours chanceux plus Almanach, 1000 informations... 100 pages, 20 chansons canadiennes, Montréal, Les Éditions du XXe siècle, 1978, 271 p. lll.
- Jouez au détective, Montréal, Éditions Pierre Saurel, 1980, 208 p. (Série parue d'abord dans Photo Police).
- [Pierre Saurel], Série de romans policiers « Le Manchot », Montréal, Québec/Amérique, 1980-1985. Ill. « Roman policier Le Manchot ». 
  - La Chasse à l'héritière, 1980, 172 p.
  - La mort frappe deux fois, 1980, 169 p.
  - Mademoiselle Pursang, 1980, 165 p.
  - L'Abeille amoureuse, 1981, 173 p.
  - Allo... Ici, la mort!, 1981, 171 p.
  - Tueur à répétition, 1981, 169 p.
  - L'assassin ne prend pas de vacances, 1981, 168 p.
  - Le cadavre regardait la télé, 1981, 165 p.
  - Bain de sang, 1981, 183 p.
  - L'Abeille amoureuse, 1981, 175 p.
  - Monsieur Jonas, 1981, 173 p.
  - Tueur en liberté, 1981, 175 p.
  - Corruption, 1981, 175 p.
  - Œil pour œil, 1981, 173 p.
  - Un doigt en boni, 1981, 165 p.
  - La Collection de têtes, 1982, 156 p.
  - L'homme qui ne veut pas mourir, 1982, 158 p.
  - La Liste maudite, 1982, 140 p.
  - Le Manchot de Marseille, 1982, 157 p.
  - La morte prend son bain, 1982, 175 p.
  - On n'assassine pas un mourant, 1982, 175 p.
  - La vieille est folle, 1982, 159 p.
  - Absolution, 1983, 155 p.
  - Douze suspects pour... un suicide, 1983, 156 p.
  - La main qui étrangle, 1983, 157 p.
  - Les Murs du silence, 1983, 159 p.
  - Le Mystère de la cloche de verre, 1983, 160 p.
  - Nuit de terreur, 1983, 159 p.
  - Payé pour tuer, 1983, 160 p.
  - Vivre pour mourir, 1983, 160 p.
  - L'Amnésique, 1984, 150 p.
  - Bain tourbillon, 1984, 142 p.
  - Carnage, 1984, 141 p.
  - Chauffard en liberté, 1984, 146 p.
  - Le Cirque de la mort, 1984, 145 p.
  - Les Évadés du pen, 1984, 137 p.
  - Lettre de l'au-delà! (ou - Libertas!), 1984, 141 p.
  - La Maîtresse du Caïd, 1984, 143 p.
  - Meurtre au téléphone, 1984, 140 p.
  - Les Morts anonymes, 1984, 143 p.
  - Un homme à abattre, 1984, 147 p.
  - Les Auto-stoppeuses, 1985, 139 p.
  - Cercueil à louer, 1985, 144 p.
  - Règlements de comptes, 1985, 159 p.
- [Pierre Saurel], IXE-13 : les plus belles aventures de l'as des espions canadiens, Montréal, Quinze, 1981, 351 p.

## Filmographie

### comme acteur
- 1955 : Beau temps, mauvais temps (série télévisée)
- 1956 : Le Survenant (série télévisée) : Julot
- 1960 - 1970 : Les Belles Histoires des pays d'en haut (série télévisée) : Père Ovide (2e)
- 1963 : Rue de l'anse (série télévisée) : Fortier
- 1977 : J.A. Martin photographe : Le calleux
- 1980 : Cordélia : Joueur de dames

### comme scénariste
- 1956 : Le Cas Labrecque